# Rhabdopleura manubialis
Rhabdopleura manubialis är en djurart som tillhör fylumet svalgsträngsdjur, och som beskrevs av Julien 1903. Rhabdopleura manubialis ingår i släktet Rhabdopleura och familjen Rhabdopleuridae. Inga underarter finns listade i Catalogue of Life.